# Lizzie Caswall Smith

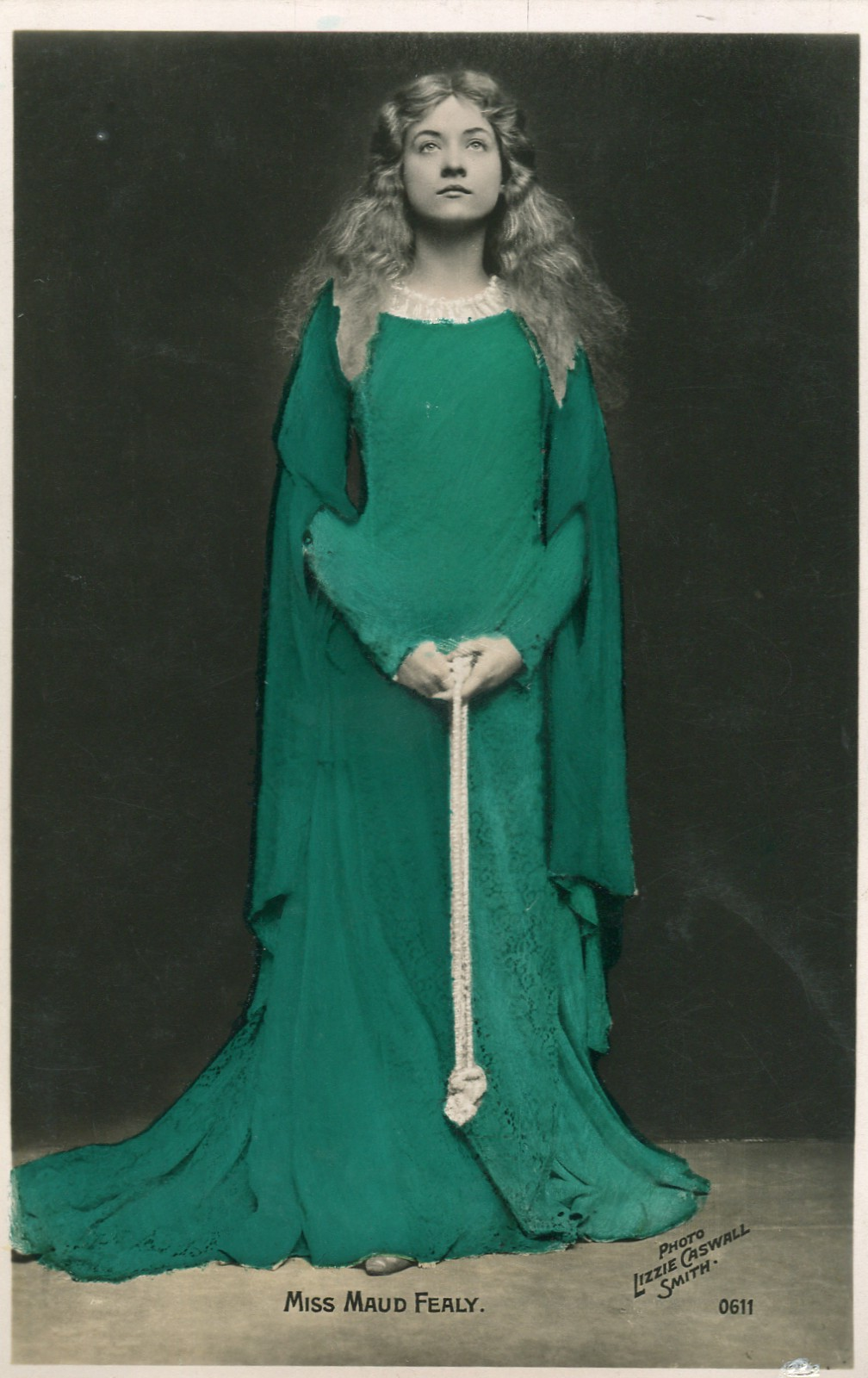
Herečka Maud Fealy, asi 1901

Elizabeth Lizzie Caswall Smithová (10. listopadu 1870 Dalston, Hackney – 10. listopadu 1958 Ealing) byla britská fotografka aktivní na počátku 20. století. Specializovala se na vyšší společnost a celebrity, kterým pořizovala studiové portréty, často používané pro pohlednice.

## Život a dílo
Narodila se 10. listopadu 1870 v Dalstonu, Hackney.
Byla spojena s hnutím ženského práva a vyfotografovala mnoho sufražetek. Mezi jinými to byly také: Flora Drummond, Millicent Fawcett nebo Christabel Pankhurst. Fotografovala také herce, například Henryho Ainleyho, Camille Clifford, Sydney Valentine, Billie Burke nebo Maude Fealy a intelektuály jako například George Bernard Shaw nebo Rabindranath Tagore.
Caswall Smith provozovala Studio Gainsborough na adrese 309 Oxford Street od roku 1907 do roku 1920, kdy se přestěhovala na Great Russell Street čp. 90 kde zůstala až do důchodu v roce 1930 ve věku 60 let. Vystavovala v Královské fotografické společnosti v letech 1902 a 1913 a její sépiově tónované platinotypie Petera Llewelyna Daviese a Jamese Matthewa Barrieho jsou ve sbírce Národní portrétní galerie. Lizzie Caswall Smith patří mezi úspěšné fotografky působící na počátku 20. století. Dalšími průkopnicemi fotografkami své doby byly: Alice Hughes, Lallie Charles, Rita Martinová, Christina Broom nebo Kate Pragnellová.
Zemřela na rakovinu prsu na své osmdesáté osmé narozeniny 10. listopadu 1958 v Ealingu.

Dne 19. listopadu 2008 byla černobílá fotografie Florence Nightingaleové, kterou Lizzie Caswall Smith nafotografovala v roce 1910, vydražena aukčním domem Dreweatts v Newbury, Berkshire za 5 500 liber. Na zadní stranu fotografie Caswall Smith poznamenala tužkou: 
Florence Nightingale fotografována těsně před tím, než zemřela, dům Park Lane (Londýn). Jediná fotografie, kterou jsem kdy pořídila mimo studio - nikdy nezapomenu na tuto zkušenost.

## Galerie

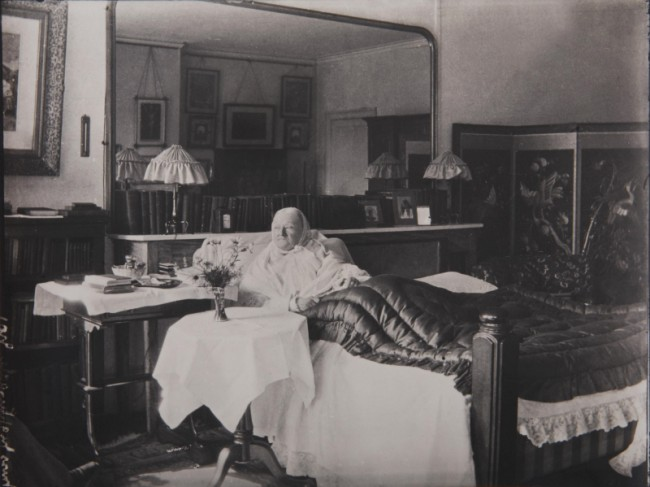
Florence Nightingale krátce před svou smrtí u sebe doma, 1910
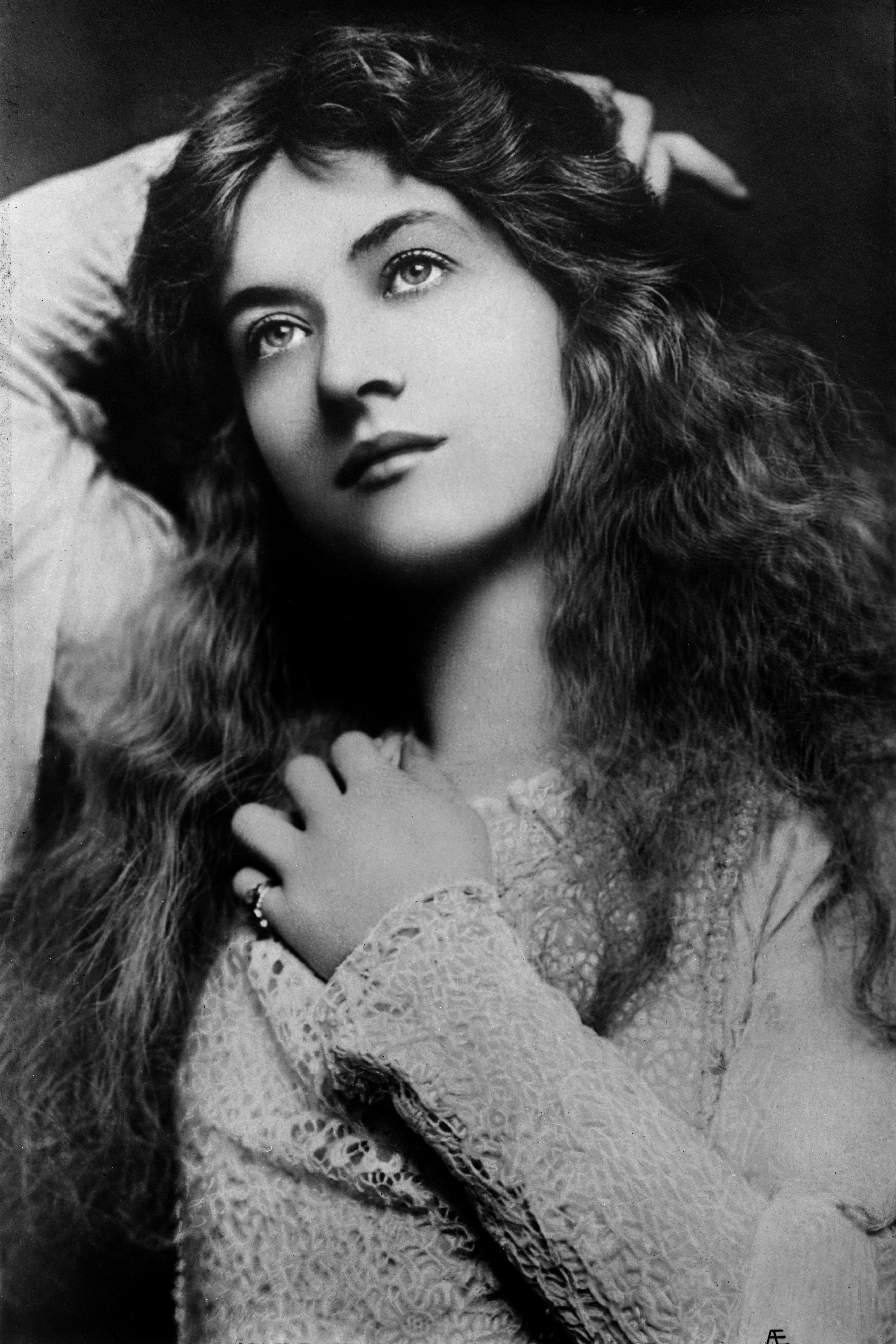
Herečka Maud Fealy, asi 1901
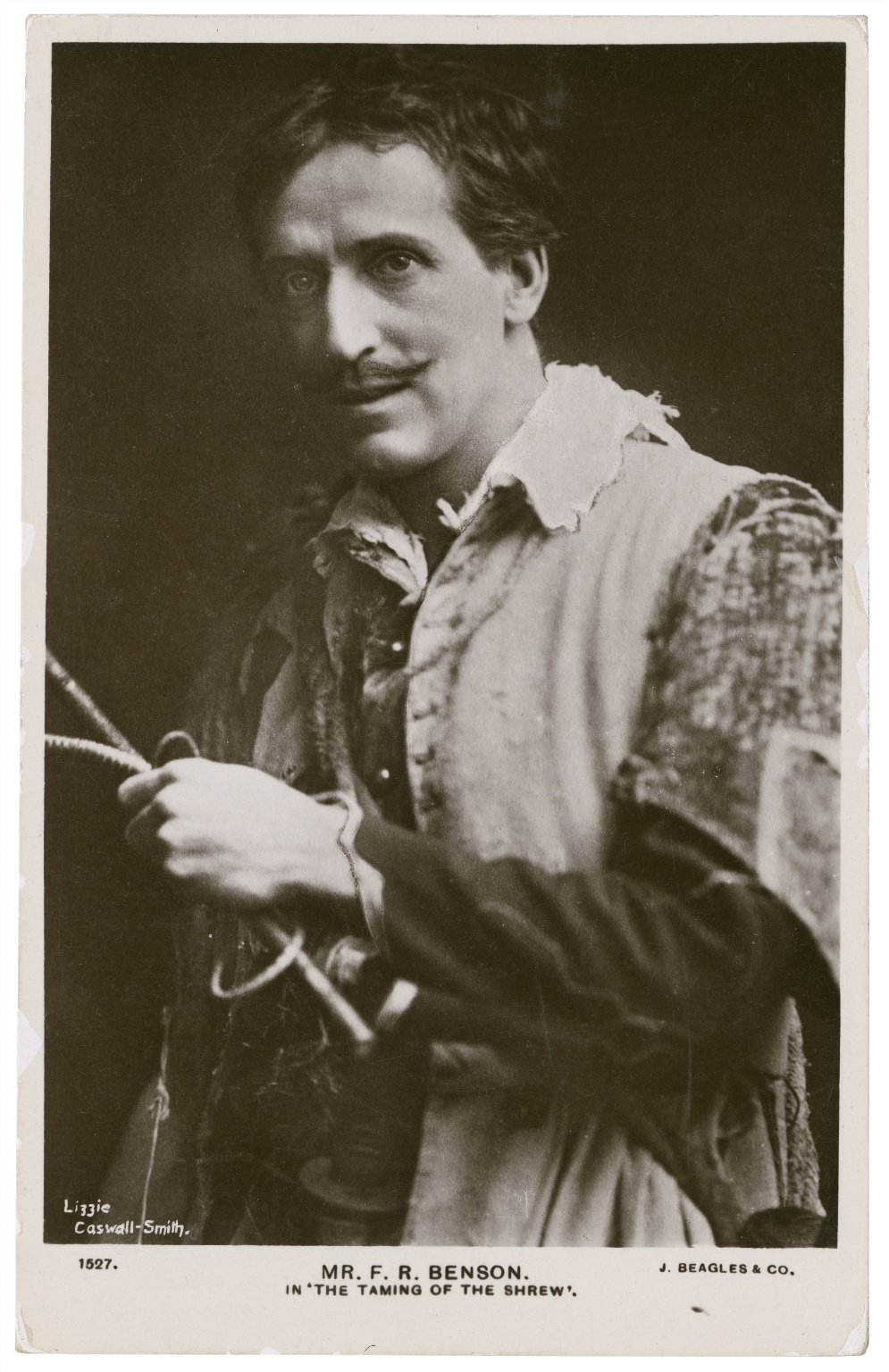
Herec Frank Robert Benson jako Petruchio, 1901
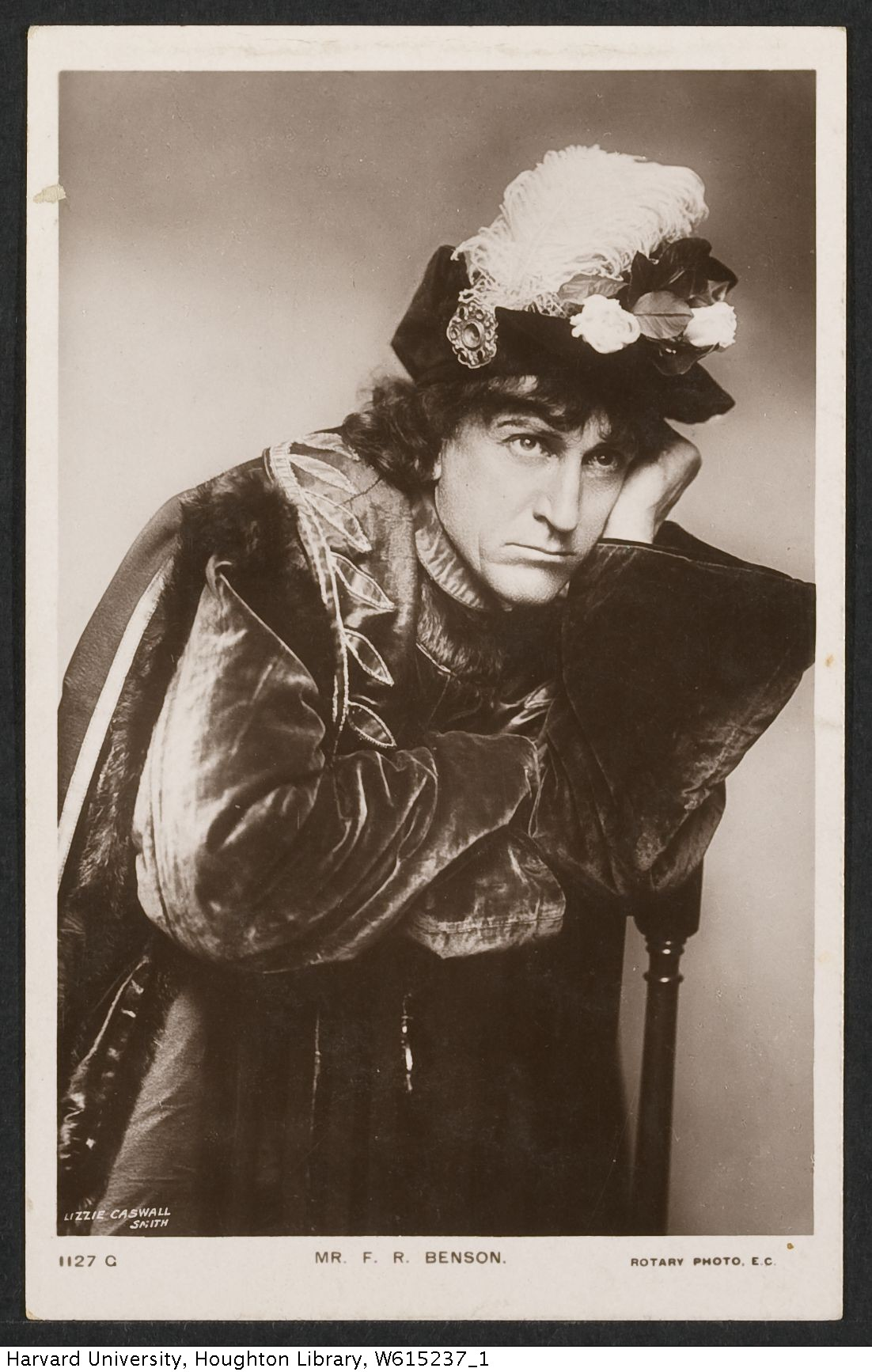
Herec a manager Francis Robert Benson
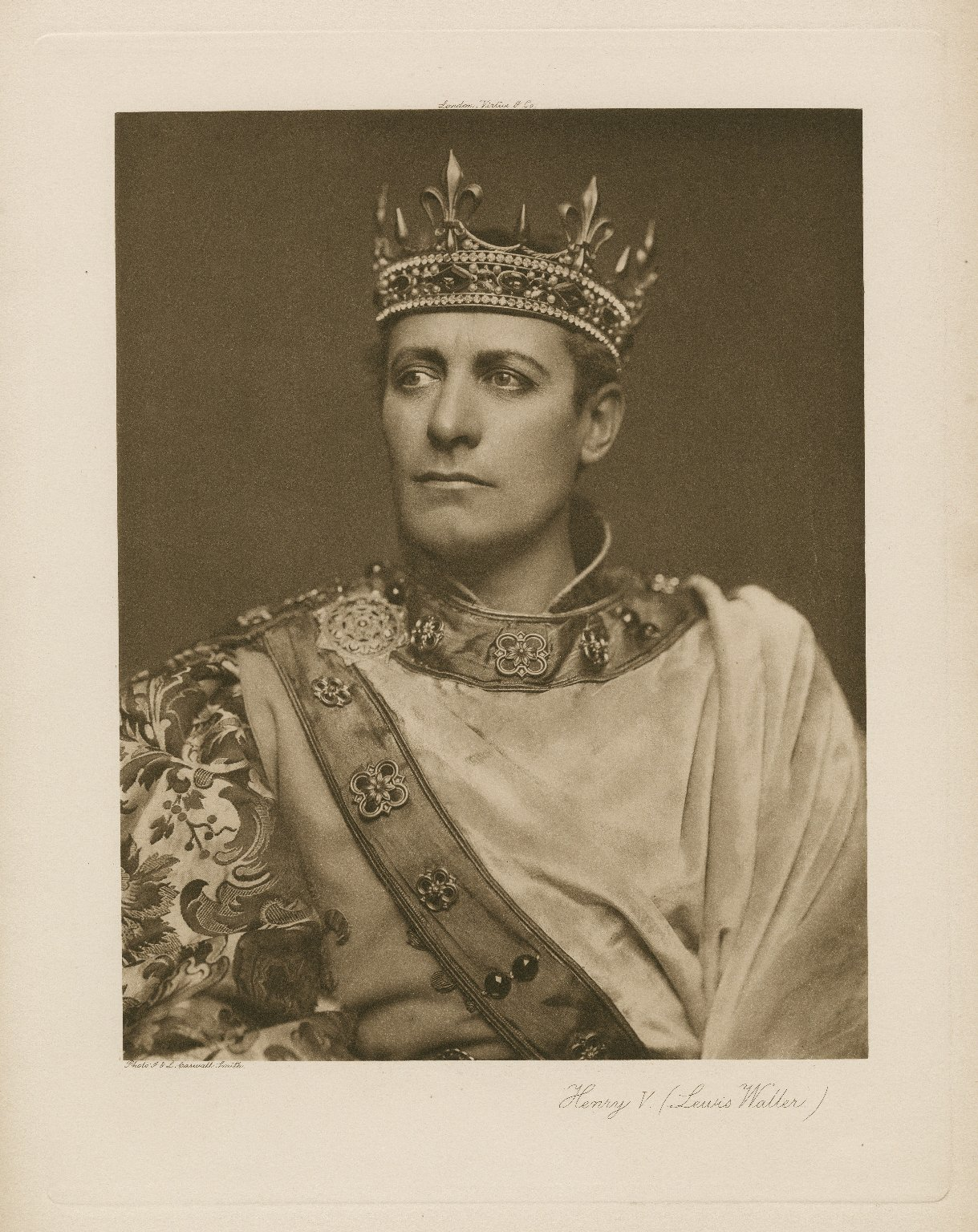
Herec Lewis Waller jako Henry V
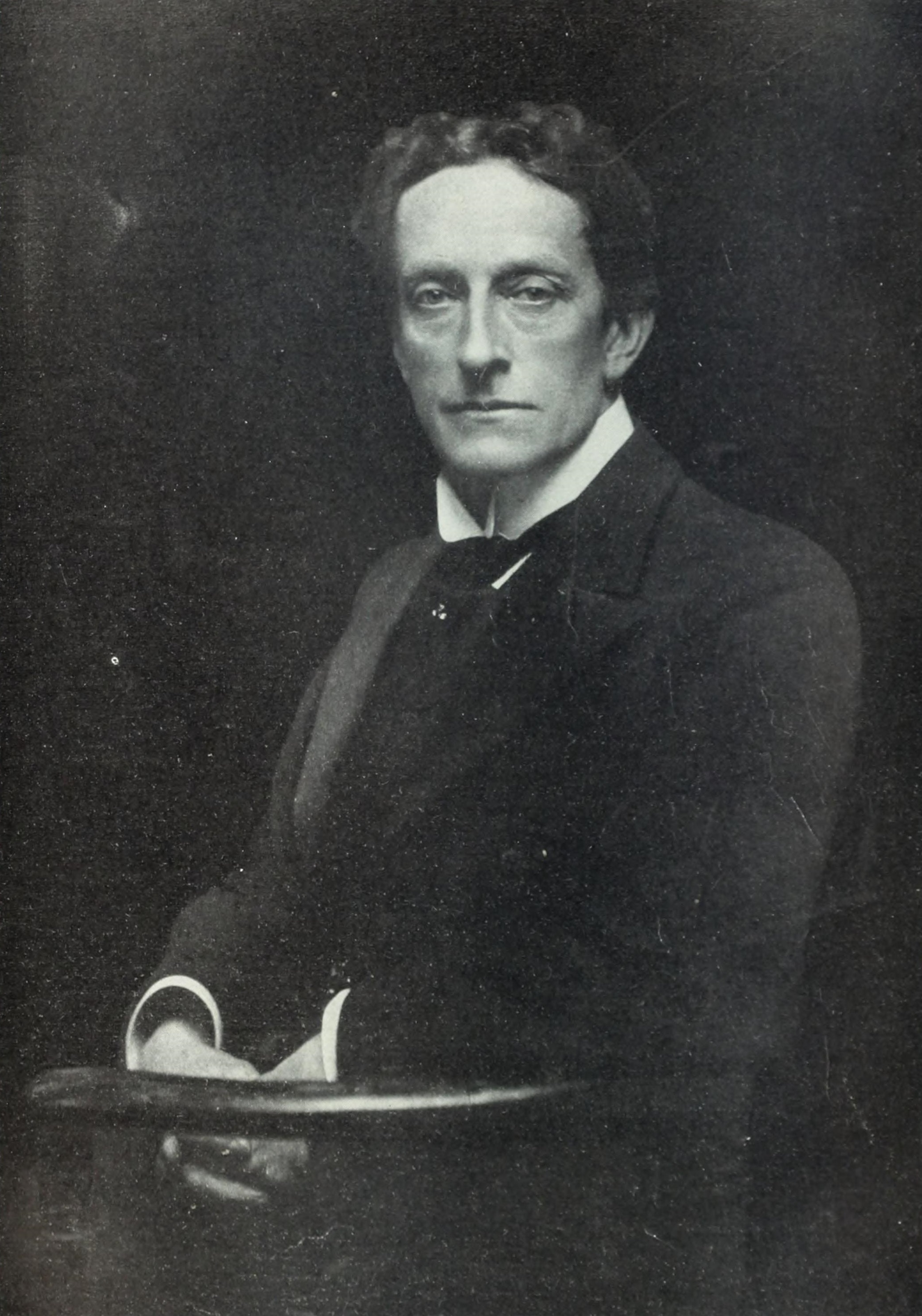
Johnston Forbes-Robertson, do 1905